# Project Hope (film)
Project Hope est un film documentaire américain réalisé par Frank P. Bibas et sorti en 1961.

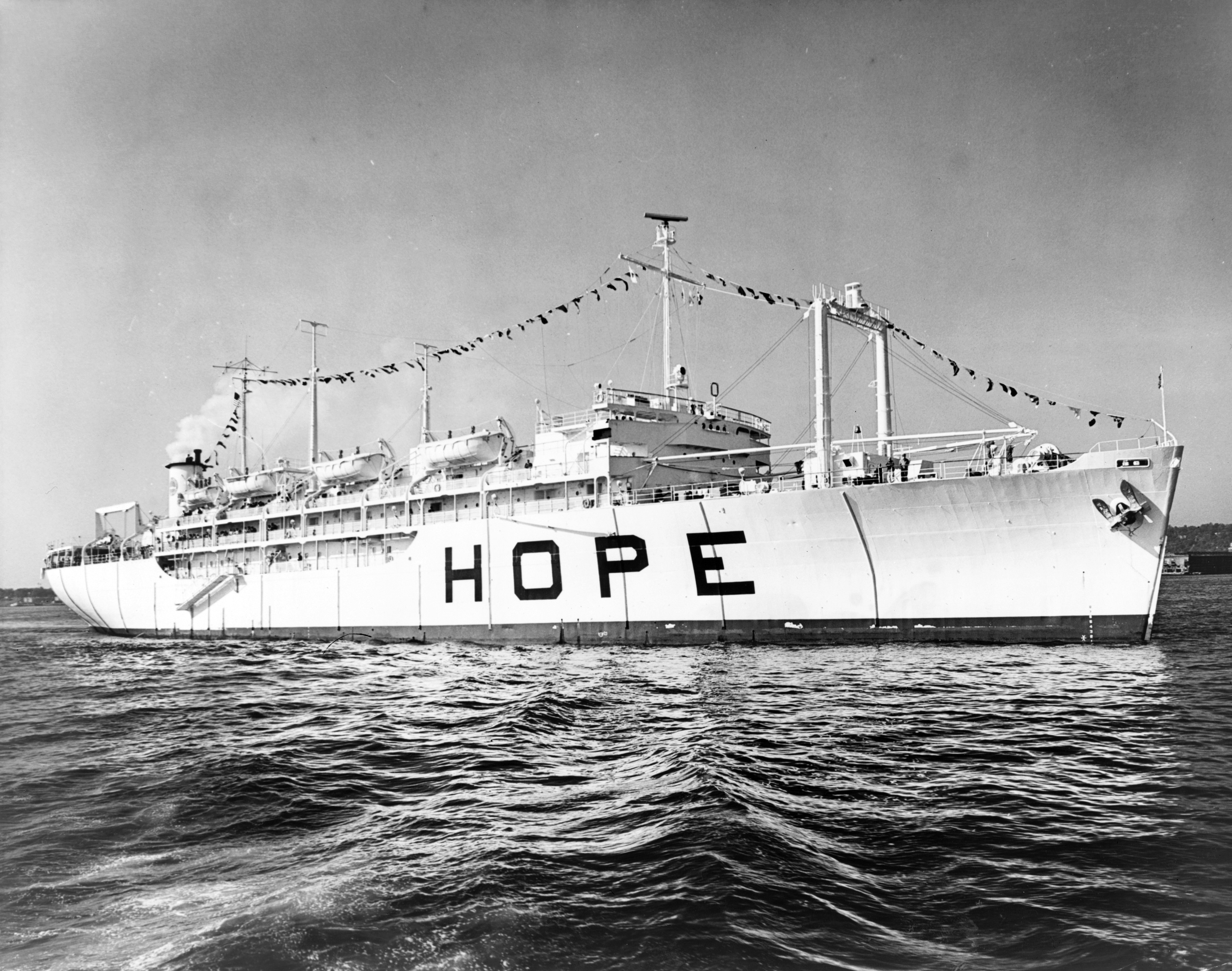
Le SS Hope

Consacré au voyage inaugural du SS Hope (en), un navire-hôpital, il a remporté l'Oscar du meilleur court métrage documentaire en 1962.

## Fiche technique
- Réalisation et production : Frank P. Bibas
- Scénario : Emmett Murphy
- Photographie : Harvey Genkins, David L. Quaid
- Production :  Klaeger Films

## Distribution
- Bob Considine : lui-même